# Tangkhul naga
Le tangkhul naga  est une langue tibéto-birmane parlée dans l'État du Manipur, en Inde, par 125 000 Tangkhuls dans le district d'Ukhrul. La langue est aussi parlée dans les États de Tripura et du Nagaland.

## Classification interne
Le tangkhul naga  appartient au sous-groupe naga, qui fait partie du groupe des langues kuki-chin-naga des langues tibéto-birmanes.
Le dialecte parlé à Ukhrul, la capitale du district du même nom, dans le Manipur, sert de moyen de communication entre les différentes régions tangkhul.

## Phonologie
Les tableaux présentent les phonèmes vocaliques et consonantiques du dialecte tangkhul naga d'Ukhrul.

### Voyelles
|         | Antérieure | Centrale | Postérieure |
| ------- | ---------- | -------- | ----------- |
| Fermée  | i [i]      |          | u [u]       |
| Moyenne | e [e]      | ə [ə]    | o [o]       |
| Ouverte |            | a [a]    |             |

### Consonnes
|               |               | Labiales  | Labiales  | Alvéolaires | Alvéolaires | Alvéolaires | Dorsales | Glottales |
| ------------- | ------------- | --------- | --------- | ----------- | ----------- | ----------- | -------- | --------- |
| Bilabiales    | Labiodent.    | Centrales | Latérales | Palatales   | Vélaires    |             |          | Glottales |
| Occlusives    | Sourdes       | p [p]     |           | t [t]       |             |             | k [k]    |           |
| Occlusives    | Aspirées      | ph [pʰ]   |           | th [tʰ]     |             |             | kh [kʰ]  |           |
| Affriquées    | Sourdes       |           |           |             |             | c [ t͡ʃ ]    |          |           |
| Affriquées    | Sonores       |           |           |             |             | j [ d͡ʒ]     |          |           |
| Fricatives    | Fricatives    |           | f [f]     | s [s]       |             | š [ ʃ ]     |          | h [h]     |
| Nasales       | Nasales       | m [m]     |           | n [n]       |             |             | ŋ [ŋ]    |           |
| Liquides      | Liquides      |           |           | r [r]       | l [l]       |             |          |           |
| Semi-voyelles | Semi-voyelles | w [w]     |           |             |             | y [ j]      |          |           |

### Une langue tonale
Le tangkhul naga est une langue tonale.

### Source bibliographique
- (en) S. Arokianathan, Tangkhul naga Phonetic Reader, Central Institute of Indian Languages, 1980, 91 p. (présentation en ligne).